# 蔗香镇
蔗香镇，是中华人民共和国贵州省黔西南布依族苗族自治州望谟县下辖的一个乡镇级行政单位。
2013年6月24日，贵州省人民政府批复同意撤销蔗香乡建制，设置蔗香镇，镇人民政府驻蔗香村。

## 行政区划
蔗香镇下辖以下地区：
蔗香村、板陈村、坝纳房村委、坝猫村、新寨村、乐康村、平亮村、望南村和移民村。